# 菲利普·卡爾 (霍恩洛厄-巴滕施泰因)
菲利普·卡爾（德語：Philipp Karl zu Hohenlohe-Bartenstein，1668年9月28日—1729年1月15日），霍恩洛厄-巴滕施泰因伯爵，克里斯蒂安之子。

## 家庭
1700年，菲利普·卡爾和黑森-萬弗里德的卡爾伯爵之女索菲亞·利奧波汀結婚，兩人共有3子2女：
1. 瑪麗亞·安娜（1701年—1758年）
2. 卡爾·菲利普（1702年—1763年）
3. 利奧波汀·恩尼絲汀（1703年—1776年）
4. 約瑟夫·安東（1707年—1764年）
5. 安東·魯普雷希特（1709年—1745年）